# Jesús Ruiz Molina
Jesús Ruiz Molina MCCJ (* 23. Januar 1959 in La Cueva de Roa) ist ein spanischer Ordensgeistlicher und römisch-katholischer Bischof von Mbaïki.

## Leben
Jesús Ruiz Molina besuchte das Kleine Seminar in Burgos und trat anschließend der Ordensgemeinschaft der Comboni-Missionare bei. Ruiz Molina studierte Philosophie und Katholische Theologie an den Priesterseminaren in Burgos und Moncada. Zudem belegte er am Institut Catholique de Paris Kurse im Fach Religionswissenschaft. Ruiz Molina legte am 25. Mai 1985 die zeitliche Profess ab und empfing am 11. Juli 1987 das Sakrament der Priesterweihe. Am 24. April 1988 legte er die ewige Profess ab.
Von 1987 bis 1988 war Jesús Ruiz Molina als Ausbilder für Missionare tätig, bevor er zunächst Pfarrvikar und später Pfarrer der Pfarrei Immaculée Conception in Bédjondo im Bistum Sarh wurde. Von 1996 bis 2001 wirkte Ruiz Molina als Ausbilder für die Postulanten der Comboni-Missionare in Spanien. 2002 wurde er Provinzial der Ordensprovinz Tschad seiner Ordensgemeinschaft. Nachdem Jesús Ruiz Molina 2008 einen Studienaufenthalt an der Universität Salamanca absolviert hatte, wurde er Pfarrer in Moungoumba im Bistum Mbaïki, Dechant sowie Koordinator der diözesanen Kommission für die Katechese. Daneben war er von 2013 bis 2015 Provinzialrat der zentralafrikanischen Ordensprovinz der Comboni-Missionare.
Am 11. Juli 2017 ernannte ihn Papst Franziskus zum Titularbischof von Arae in Mauretania und zum Weihbischof in Bangassou. Der Erzbischof von Bangui, Dieudonné Kardinal Nzapalainga CSSp, spendete ihm am 12. November desselben Jahres in der Kathedrale Notre-Dame de l’Immaculée Conception in Bangui die Bischofsweihe; Mitkonsekratoren waren der Bischof von Bangassou, Juan-José Aguirre Muñoz MCCJ, und der Bischof von Mbaïki, Guerrino Perin MCCJ.
Papst Franziskus ernannte ihn am 10. März 2021 zum Bischof von Mbaïki. Die Amtseinführung erfolgte am 25. April desselben Jahres.